# 山中従天医館
山中従天医館（やまなかじゅうてんいかん）は、愛知県碧南市東浦町2-85にある病院。運営は医療法人従天会。

## 診療科目
- 内科（一般）[1]
- 胃腸・肝臓内科[1]

## 歴史

### 山中律

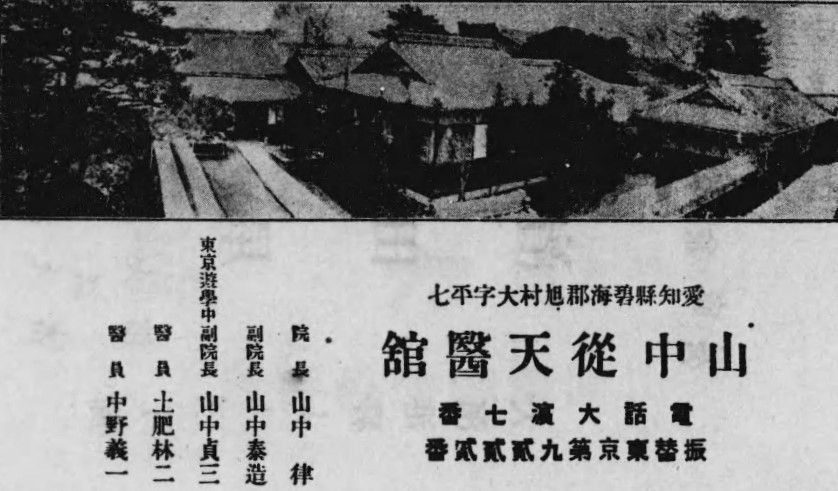
1914年の山中従天医館

山中信天翁らの山中家から分家した人物として山中宜歳（やまなかよしとし、七十郎）がいる。1869年（明治2年）6月14日、山中律（やまなかただす）は山中宜歳の長男として、碧海郡伏見屋村東浦（現・碧南市）に生まれた。
知多郡小鈴谷村（現・常滑市）の医師である伊東右人に医学を学び、1889年（明治22年）に医術開業試験を全科合格すると、同年7月には自宅に山中従天医館を開業すると同時に、碧海郡医師会幹事に就任した。同年12月に日本軍に入隊し、1892年（明治25年）に除隊したが、1894年（明治27年）以後の日清戦争と1904年（明治37年）以後の日露戦争にも従軍し、三等軍医として正八位勲六等を授けられた。
1910年（明治43年）3月には大浜郵便局（現・碧南郵便局）に電話交換機が設置され、大浜町、棚尾町、旭村に電話が敷設されたが、開通当時の加入電話数は19個のみであり、7番が平七の山中従天医館だった。なお、1番は大浜町役場であるが、3番は尾三商会、4番はヤマヨという称号の亀島兵左エ門、8番が石八という屋号の九重味淋などだった。1911年（明治44年）には山中従天医館平坂分院を開設したが、1919年（大正8年）には分院を閉鎖している。1923年（大正12年）12月13日に死去した。

### 山中泰造
1883年（明治16年）9月14日、山中泰造は碧海郡志貴崎村平七（現・碧南市）に生まれた。1907年（明治40年）に千葉医学専門学校（後の旧制千葉医科大学、現・千葉大学医学部）を卒業し、同年には山中従天医館の副院長に就任した。1909年まで東京帝国大学の近藤次繁外科教室で研究した後、東京養育院病院に勤務した。1910年（明治43年）に山中従天医館に入り、兄の山中律と共同で診療に従事した。
明治末期から1912年（大正元年）頃、山中泰造は近代和風建築で山中家の本宅を建てた。設計・施工は大好（だいよし）という屋号を持つ大工の伊藤。1930年（昭和5年）には伊藤の息子である伊藤勇吉によって北西部に増築され、1985年（昭和60年）には伊藤の孫である伊藤美好によって北東部に増築されている。
1911年（明治44年）に千葉医学専門学校を卒業した長野県出身の山田勝一、1912年（明治45年）に千葉医学専門学校を卒業した千葉県出身の土肥林二、和歌山県出身の中野義一も山中従天医館に勤めている。山中泰造は十二指腸虫の検出を得意とした。

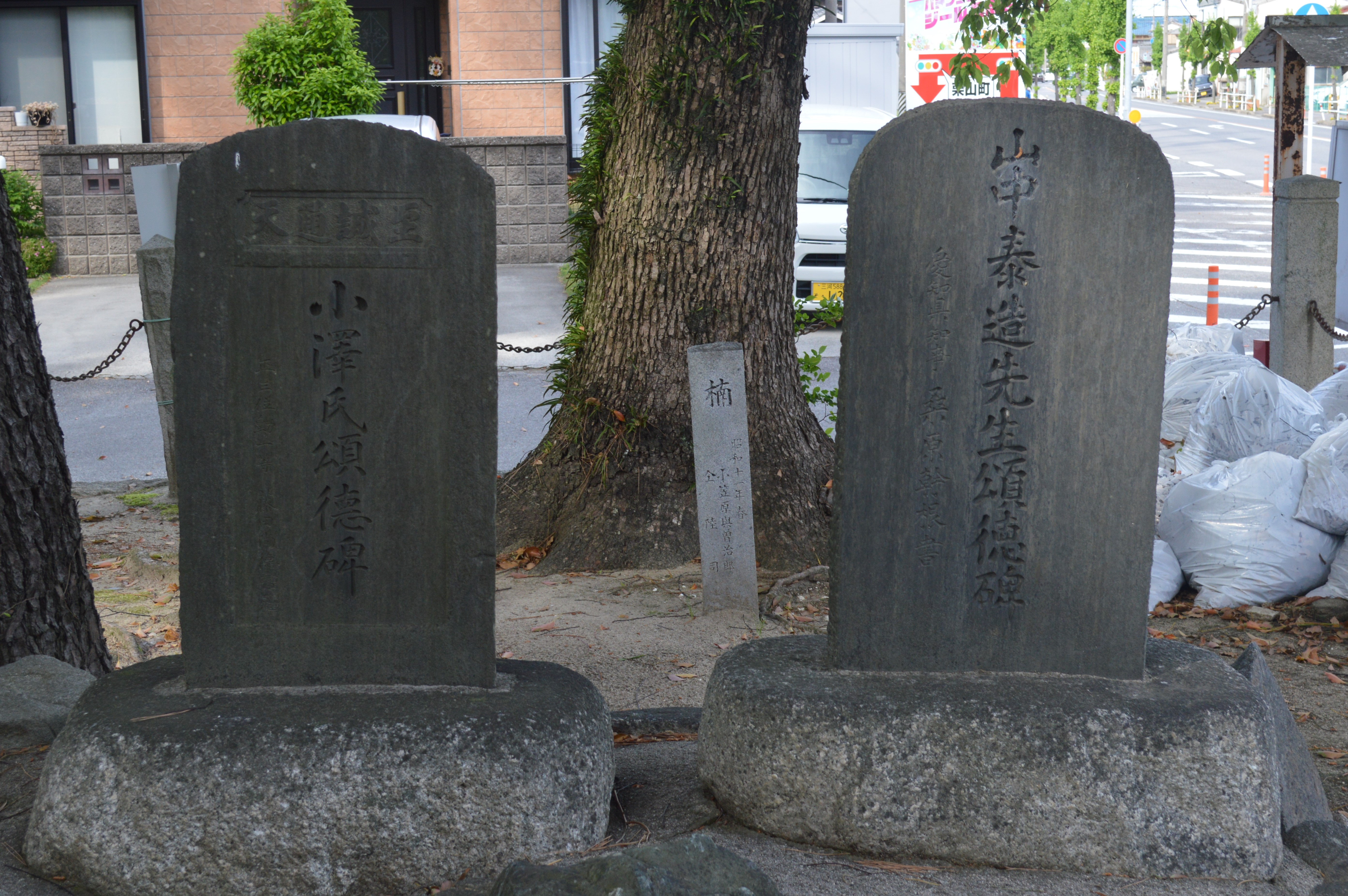
霞浦神社の「山中泰造先生頌徳碑」

1923年（大正12年）に山中律が死去すると、山中泰造が山中従天医館の院主に就任し、1930年（昭和5年）にはライト式建築を取り入れた近代建築の診療所を建設した。1926年（大正15年）または1929年（昭和4年）から戦後の1947年（昭和22年）まで、山中泰造は碧海郡学校医会長を務めた。旭村からは村医を嘱託され、また旭村の小学校にテニスコートを寄贈するなどしている。
戦後の1948年（昭和23年）5月1日に碧南市医師会が設立されると、洋々医館の近藤乾郎とともに幹事を務めた。1952年（昭和27年）10月から1956年（昭和31年）まで碧南市教育委員を務めた。1962年（昭和37年）8月1日に死去した。

### 山中寛三
1919年（大正8年）、山中泰造の息子として山中寛三が生まれた。1948年（昭和23年）5月1日に碧南市医師会が設立されると、山中泰造の息子である山中寛三は、同年から1964年（昭和39年）まで理事を務めた。1954年（昭和29年）、山中寛三が山中従天医館の院長に就任した。山中寛三は医療法人従天会を発足させ、自らが理事長に就任した。
1964年（昭和39年）には碧南市医師会の副会長に就任し、1966年（昭和41年）には新実藤一の後を継いで碧南市医師会の会長に就任した。会長在任中の1968年（昭和43年）には『碧南市医師会史』を刊行した。会長就任直前の碧南市議会では碧南市民病院の建設が決定したが、その後碧南市民病院の建設は白紙化されている。1982年（昭和57年）4月には新たに設立された碧南市保健センターの初代医長に就任し、1987年（昭和62年）まで医長を務めた。。
晩年には碧南市名誉市民に推挙された。2019年（令和元年）6月に死去し、8月1日には碧南市文化会館で碧南市の市葬が行われた。藤井達吉が製作した『碧南市史』第二巻表紙原画などの美術品の収集家でもあり、2023年度（令和5年度）には山中寛三コレクションが碧南市藤井達吉現代美術館に収蔵された。

### 山中寛紀
1997年（平成9年）4月、山中寛三の息子である山中寛紀（やまなかひろみち）は、山中従天医館の院長に就任した。2002年（平成14年）から2007年（平成19年）まで碧南市保健センターの医長を務めた。
2009年（平成21年）9月、kei建築設計の設計で新クリニックが竣工した。2011年（平成23年）、碧南市と碧南商工会議所によって新クリニックがへきなん都市デザイン文化賞の大賞に選ばれた。2013年（平成25年）6月には山中寛紀が医療法人従天会の理事長に就任した。

## 建築

### 旧山中従天医館
旧山中従天医館の設計者は碧海郡刈谷町に大中建築事務所を開設していた大中肇であり、山中家は大中を懇意にしていたことで、大中は山中家の本宅の増築も手掛けている。大中は大浜町の大浜警察署（現・旧大浜警察署）なども設計している。
傾斜地にあることから、道路に面する部分は鉄筋コンクリート造の地階とし、その上に木造平屋建の建物を一体化させている。
地階は車庫や薬庫として使用されていた。1階部分は1920年代後半に流行していたライト式と呼ばれる建築様式であり、縦長の窓を連続して並べているほか、緩やかな勾配の屋根として軒先の水平線を強調している。外壁には茶褐色のスクラッチタイルがあしらわれている。入口脇には農家の来院を意図して白タイル張りの洗い場が設けられている。
玄関近くには畳敷きの患者控室があり、その南側には調剤室・診察室・手術室が、北側にはレントゲン室・宿直室などが配置されている。建物内の意匠や家具なども大中肇の設計である。

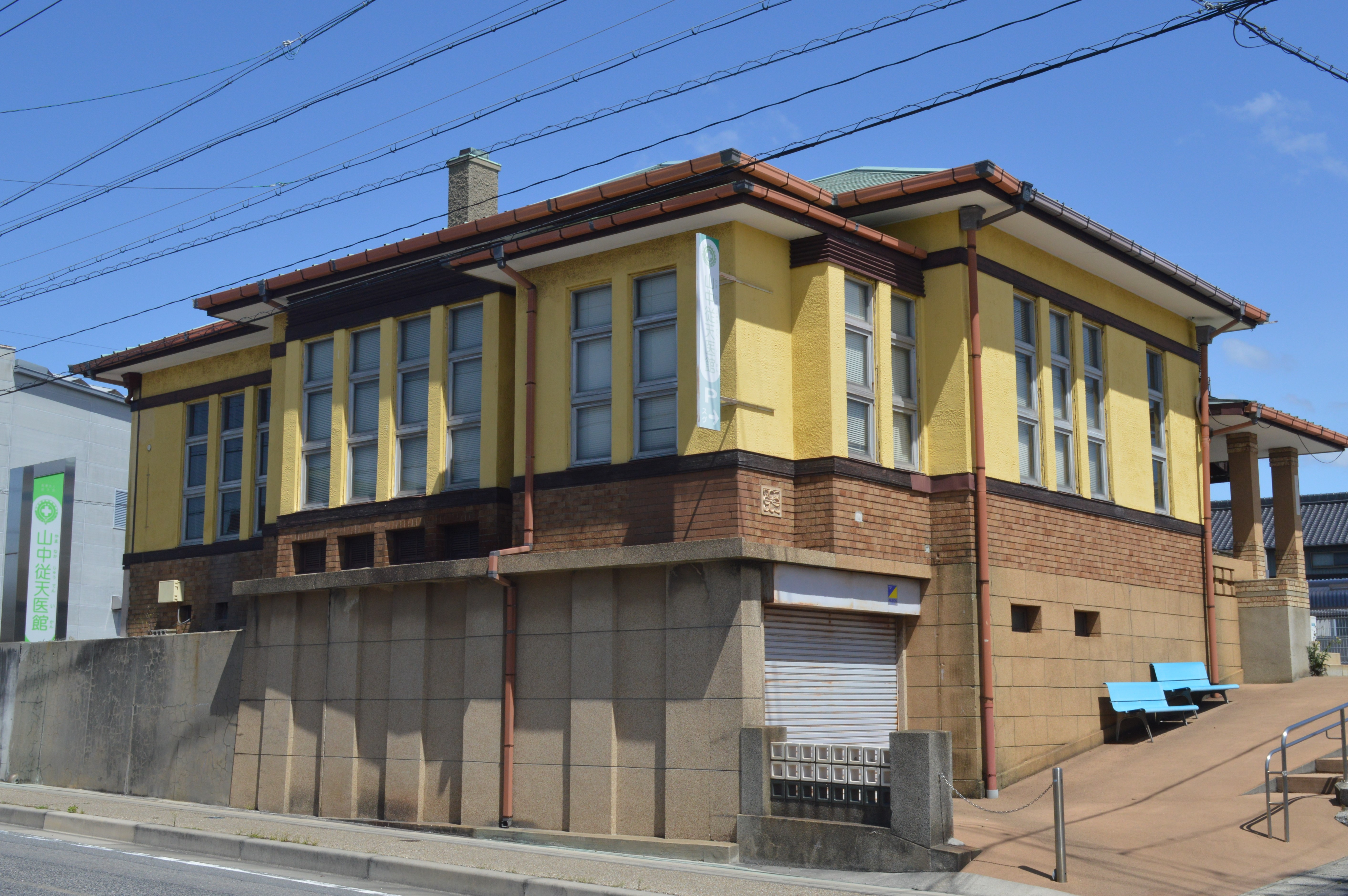
通りに面して地階がある南面
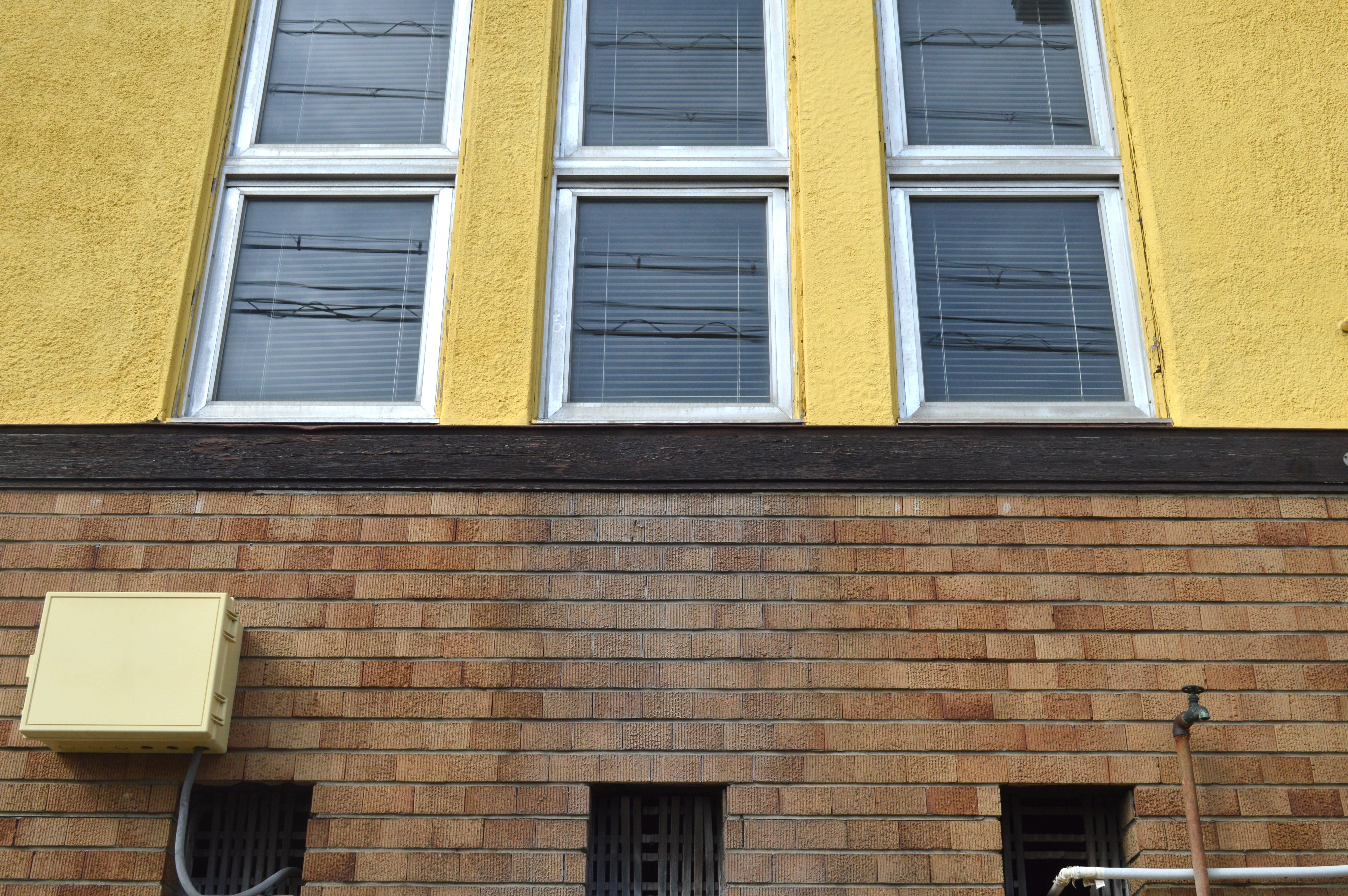
縦長の窓とスクラッチタイル
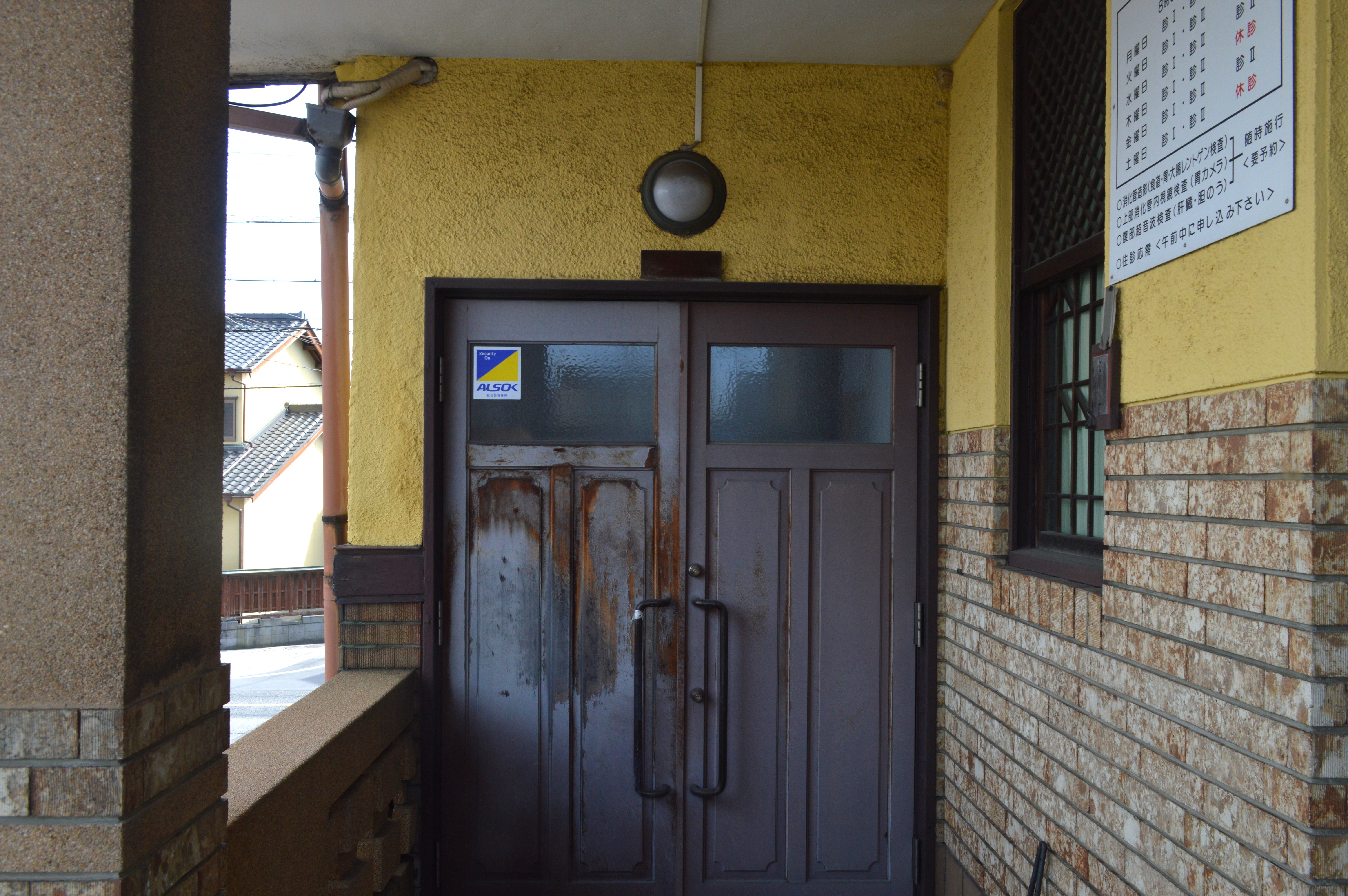
玄関
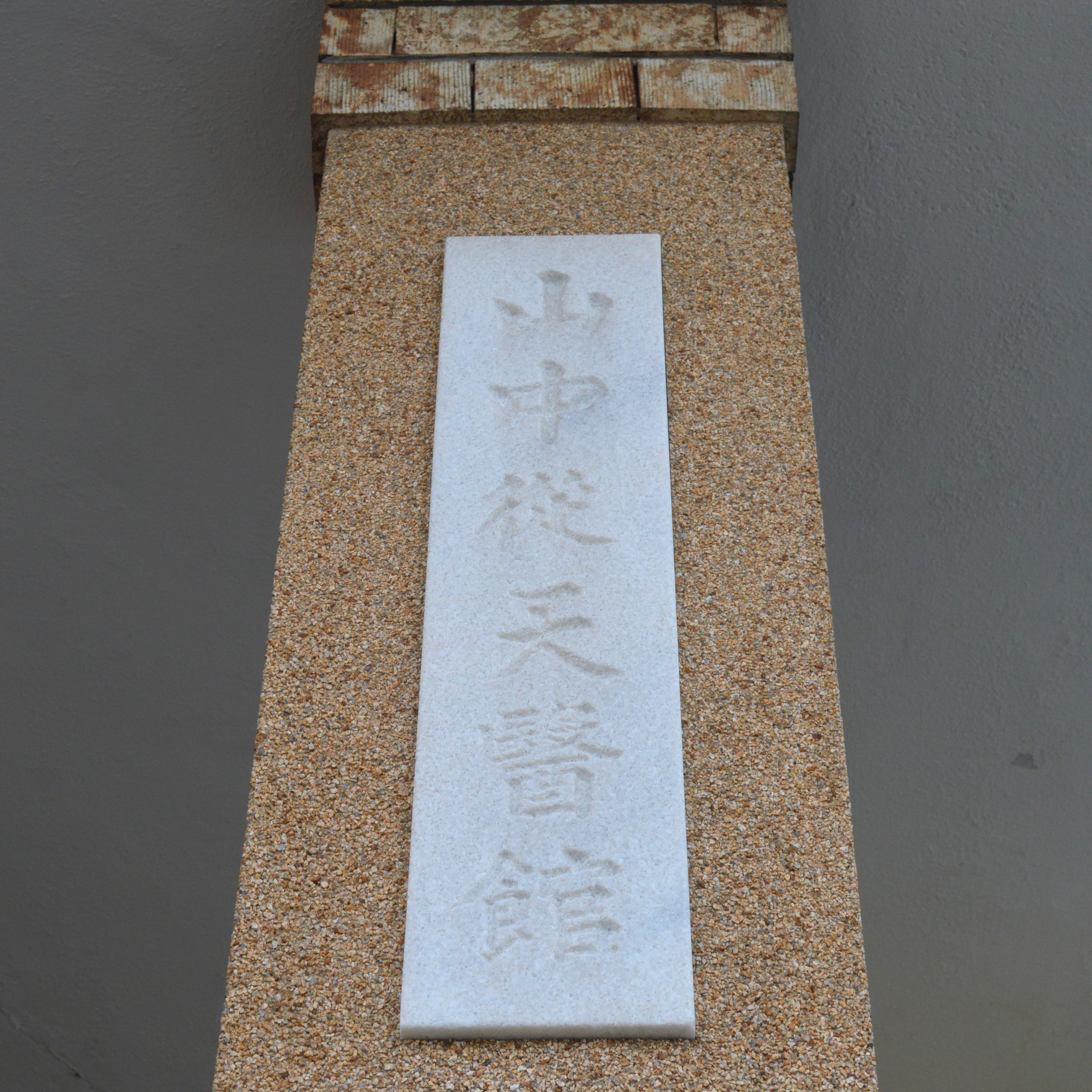
表札

## 利用案内
受付時間
- 午前 - 8時30分から12時
- 午後 - 15時30分から18時30分

休診日
- 日曜・祝日・木曜午後・土曜午後

交通アクセス
- 名鉄三河線碧南中央駅より徒歩15分